# Firestone XR-9
Die Firestone XR-9 (Werksbezeichnung Model 45) war ein leichter Hubschrauber des US-amerikanischen Herstellers Firestone Aircraft Company aus den 1940er Jahren. Nach der Erprobung zweier Prototypen wurde das Projekt eingestellt.

## Geschichte
Die Vorläuferunternehmen der Firestone Aircraft Company gehen zurück bis zur Pitcairn Aircraft Company, die 1938 in Pitcairn-Larsen Autogiro Company und 1940 in AGA Aviation Corporation umbenannt wurde. 1942 erfolgte eine weitere Umbenennung der AGA Aviation in G & A Aircraft Inc., die ab 1943 als Tochterfirma der Firestone Tire & Rubber Company weitergeführt wurde. Damit erwarb Firestone auch rund 200 Patente, die sich mit der Weiterentwicklung der Drehflüglertechnik befassten. 1946 wurde aus G & A Aircraft schließlich die Firestone Aircraft Company.
In Zusammenarbeit mit dem United States Army Air Forces Air Technical Service Command begann die G & A Aircraft 1943 mit der Entwicklung eines einsitzigen Hubschraubers, der die United-States-Army-Air-Forces-Bezeichnung XR-9 erhielt. Der konventionell mit Rumpfgondel und einem schlanken Heckausleger mit Heckrotor ausgeführte Hubschrauber sollte mit einem 126 PS leistenden Lycoming XO-290-5-Boxermotor ausgerüstet werden. Dieser vom Werk als Model 45B bezeichnete Basisentwurf wurde jedoch nicht gebaut, genauso wie die XR-9A (Model 45C), die sich nur durch einen Zweiblattrotor von der mit einem Dreiblattrotor projektierten XR-9 unterschied.
Tatsächlich gebaut wurde dann schließlich die XR-9B (Model 45C, USAAF-Seriennr. 46-001), die wieder einen Dreiblattrotor und als Antrieb einen O-290-7 erhielt. Die Besatzung umfasste zwei Personen, die auf Tandemsitzen hintereinander saßen. Nach dem Erstflug im März 1946 erfolgte die Auslieferung an die USAAF. Die XR-9B wurde 1948 entsprechend dem ab diesem Zeitpunkt gültigen Bezeichnungssystems in XH-9B umbenannt. Im gleichen Jahr stellte Firestone einen zivilen Prototyp (Model 45D, Luftfahrzeugkennzeichen NX58457) fertig und flog diesen auch. Diese Variante unterschied sich durch einen breiteren Rumpf mit zwei Sitzen nebeneinander von der Militärversion. Der Erprobung beider Hubschrauber folgten jedoch keine Serienaufträge.

## Technische Daten
| Kenngröße                        | Daten                                                                               |
| -------------------------------- | ----------------------------------------------------------------------------------- |
| Besatzung                        | 2                                                                                   |
| Länge                            | 8,23 m                                                                              |
| Rotordurchmesser                 | 8,53 m                                                                              |
| Höhe                             | 2,60 m                                                                              |
| Rotorkreisfläche des Hauptrotors | 57,20 m²                                                                            |
| max. Startmasse                  | 794 kg                                                                              |
| Reisegeschwindigkeit             | ca. 130 km/h                                                                        |
| Dienstgipfelhöhe                 | 3050 m                                                                              |
| Triebwerke                       | ein Lycoming O-290-7-Vierzylinder-Boxermotor mit einer Leistung von 135 PS (100 kW) |